# Рыбов, Евгений
Евге́ний Ры́бов (фамилия при рождении — Дерю́гин; род. 3 июня 1966, Москва) — советский и российский диктор, актёр дубляжа, телеведущий, радиоведущий, сценарист, официальный закадровый голос телеканала MTV Россия и официальный актёр озвучивания мультсериала «Южный Парк».

## Биография
Родился 3 июня 1966 года в Москве в РСФСР, СССР.
Работал на таких различных радиостанциях, среди которых Мегаполис, Юность, Радио Онлайн, Некст, Comedy Radio, Maximum.
Учился на факультете журналистики, в 1999 году работал на канале MTV Россия в отделе маркетинга, а в 2002 году Евгению предложили занять пост главного закадрового голоса канала после ухода с должности Василия Стрельникова:
В профессию я пришёл случайно — каналу MTV понадобился диктор озвучивания программ, и мне предложили попробовать. Техникой речи специально никогда не занимался, так получилось, что я с детства хорошо управлял голосом, а дальше постоянная напряженная работа не давала мне расслабиться.
Был ведущим на телеканалах СТС, ТНТ, НТВ, Семёрка, Мужской, Пятница!, Домашний и Москва 24, России-1. Обрёл популярность благодаря своей озвучке мультсериалов для взрослых «Южный парк» вместе с Марией Трындяйкиной и «Дарья» и комедийных телесериалов «Клава, давай!», «Клиника», «Офис», «Последний человек на земле» и «Обыск и свидание». На телеканале Москва 24 был ведущим таких программ, как «Стиль жизни», «Рулевые игры» и «#Завод».
Официальный голос ведущего Xzibit в шоу «Тачка на прокачку».
Переводит англоязычные стендапы на телеканале ТНТ4 и озвучивает многих стендап-комиков Saturday Night Live.
Принимал участие в озвучке мультсериала «Нарисованные и100рии» на телеканале Бибигон и комедийного телесериала «Моя Рассея» на телеканале Перец. Также, занимался переводом фильма «Робокоп», мультфильма «В гости к Робинсонам» и видеоигр Call of Duty: Black Ops II, Bless и Iron Harvest.
В 2015 году исполнил роль диктора аудиокниги по роману Льва Николаевича Толстого «Война и мир».
С 2020 года Евгений ведёт всероссийский потребительский проект «Тест» на телеканале Россия с соведущей Наталией Медведевой.

## Фильмография

### Кино и сериалы[7][8]
| Год         | Название                        | Роль                 | Режиссёры                                                                              |
| ----------- | ------------------------------- | -------------------- | -------------------------------------------------------------------------------------- |
| 2011 — 2018 | «Универ. Новая общага»          | сотрудник военкомата | Рустам Мосафир, Константин Смирнов, Максим Зыков, Тимофей Шоталов                      |
| 2016        | «СашаТаня»                      | нечестный бармен     | Александр Потапов, Сергей Казачанский, Михаил Старчак, Андрей Богатырев, Михаил Шулаев |
| 2016        | «Физрук»                        | андролог             | Сергей Сенцов, Фёдор Стуков, Дмитрий Губарев, Игорь Волошин                            |
| 2016        | «Хороший мальчик»               | мужик                | Оксана Карас                                                                           |
| 2019        | «Трудности выживания»           | браконьер            | Евгений Торрес                                                                         |
| 2022        | «М4»                            | мужчина в больнице   | Кирилл Егоров                                                                          |
| 2025        | «TEAM SPIRIT: STV AUSTIN MAJOR» | дубляж               | неизвестно                                                                             |

### Актёр дубляжа и озвучки сериалов и фильмов[7]
- 1987 — «Робокоп» (Кейси Вонг)
- 2001—2010 — «Клиника» (Перри Кокс; большинство мужских голосов)
- 2010 — «Пыхчево» (озвучка)
- 2010—2011 — «Как я встретил вашу маму» (рассказчик)
- 2015 — «Непобедимый» (озвучка)
- 2021 — «Убойный ланч Пола Дуда» (Пол Дуд)
- 2022 — «Байкальская миля» (озвучка)
- 2023 — «Большая или маленькая ложь» (реальный Шрайвер)

### Актёр дубляжа и озвучки анимационных фильмов и сериалов[7]
- 1981—1992 — «Опасный мышонок»
- 1997—2025 — «Южный Парк» (все мужские персонажи, включая Стэна Марша, Кенни Маккормика, Эрика Картмана и мистера Гаррисона)[9]
- 2020—2021 — «Мультиратура»
- 2021 — «МультиЗнания»
- 2021 — «МультиКосмос»

### Сценарист[7]
- 2019 — «Трудности выживания»

### Режиссёр дубляжа[8]
- 1997—2025 — «Южный Парк»